# Ficus sur
Ficus sur es un árbol perennifolio, perteneciente al género Ficus

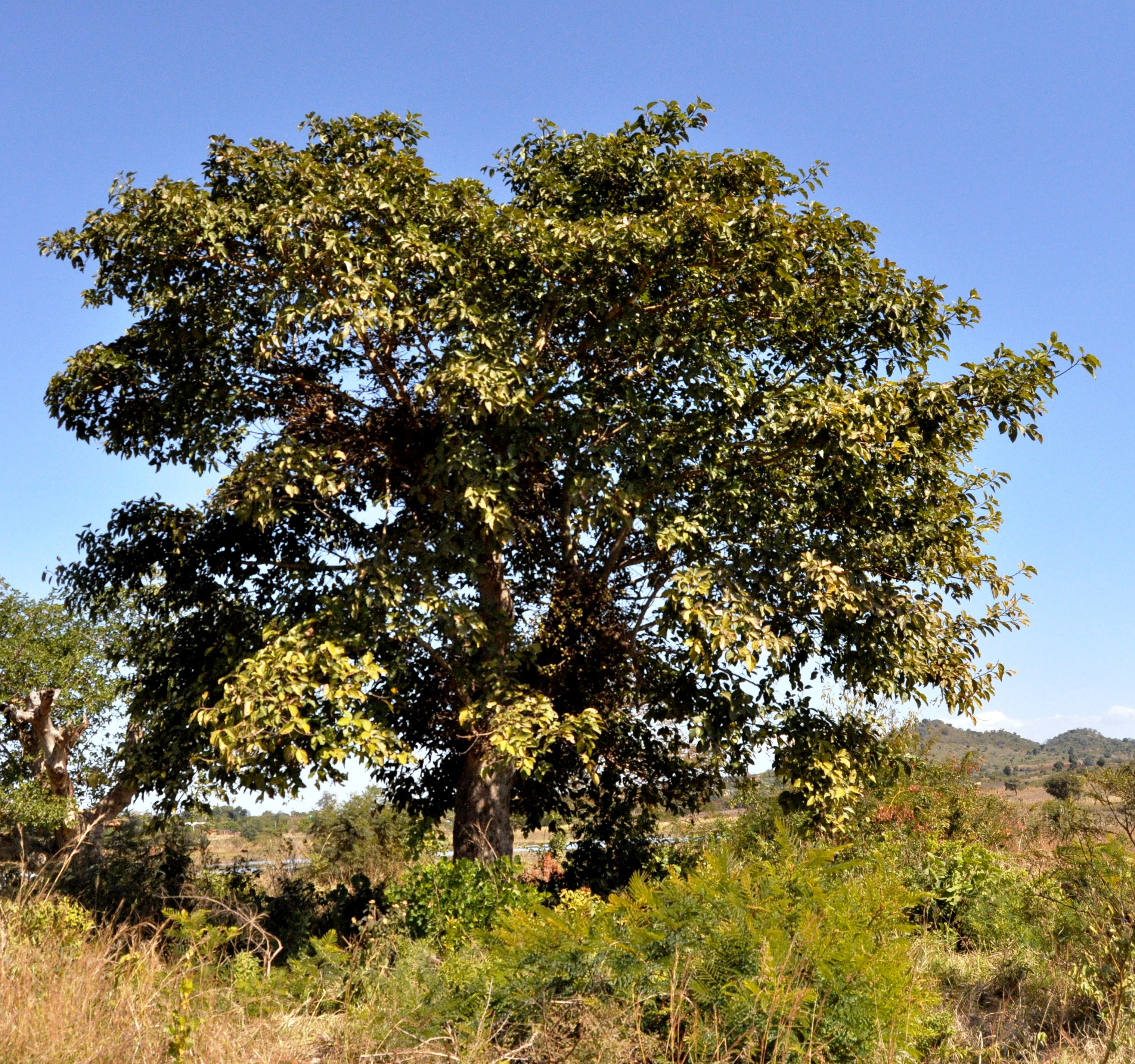
Ejemplar de Ficus sur en Venda (Sudáfrica).

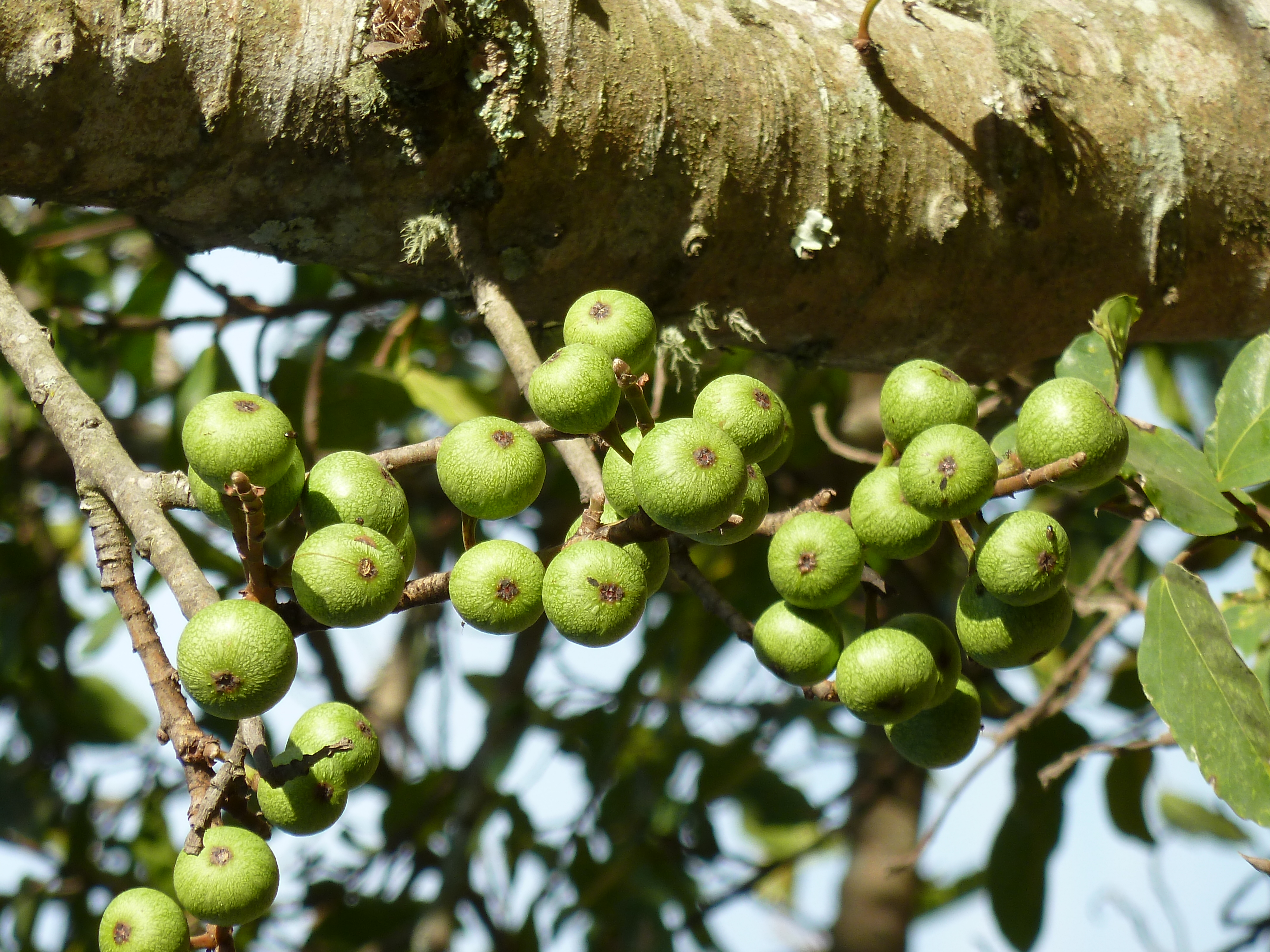
Frutos

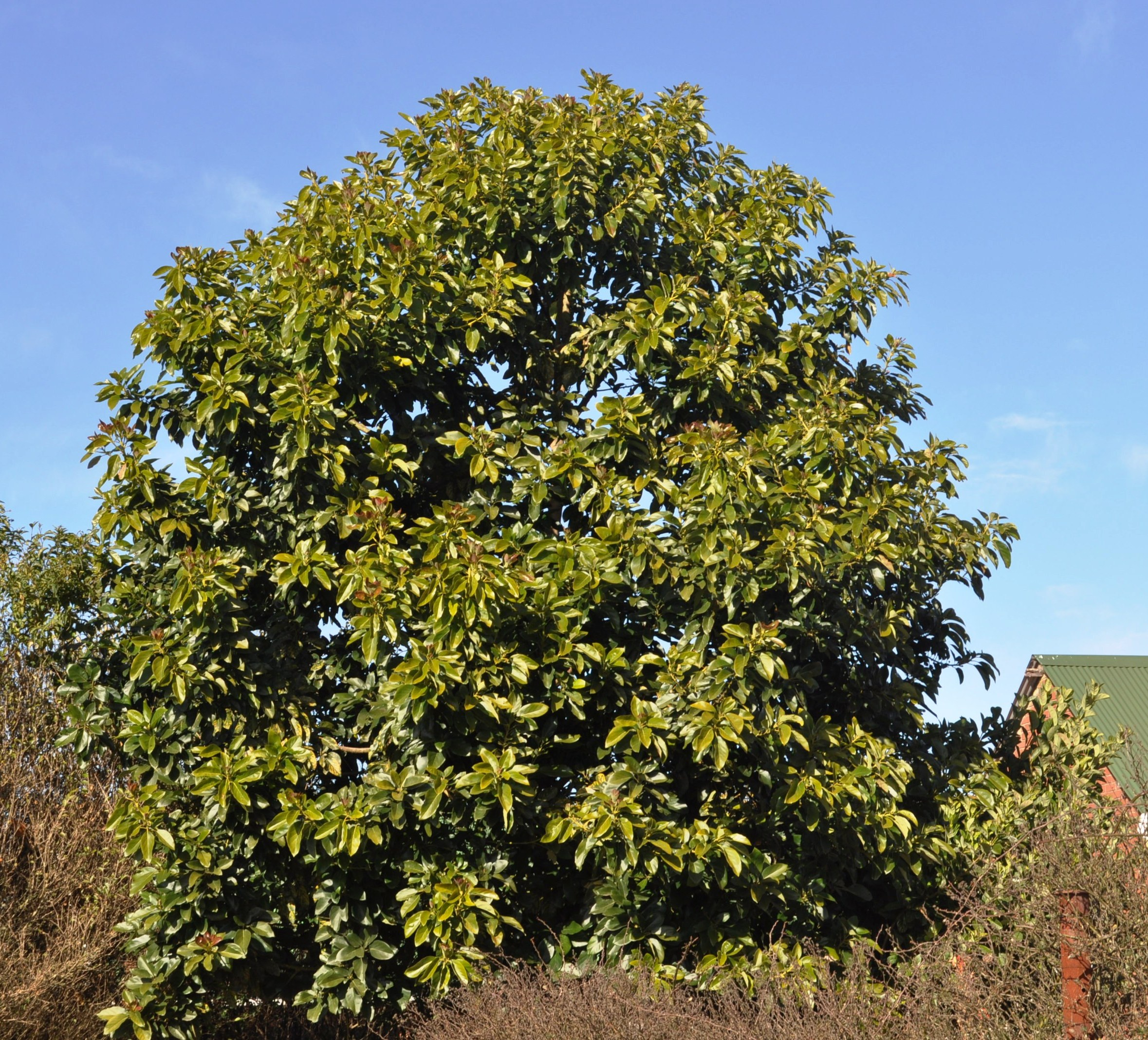
Ficus sur en un jardín.

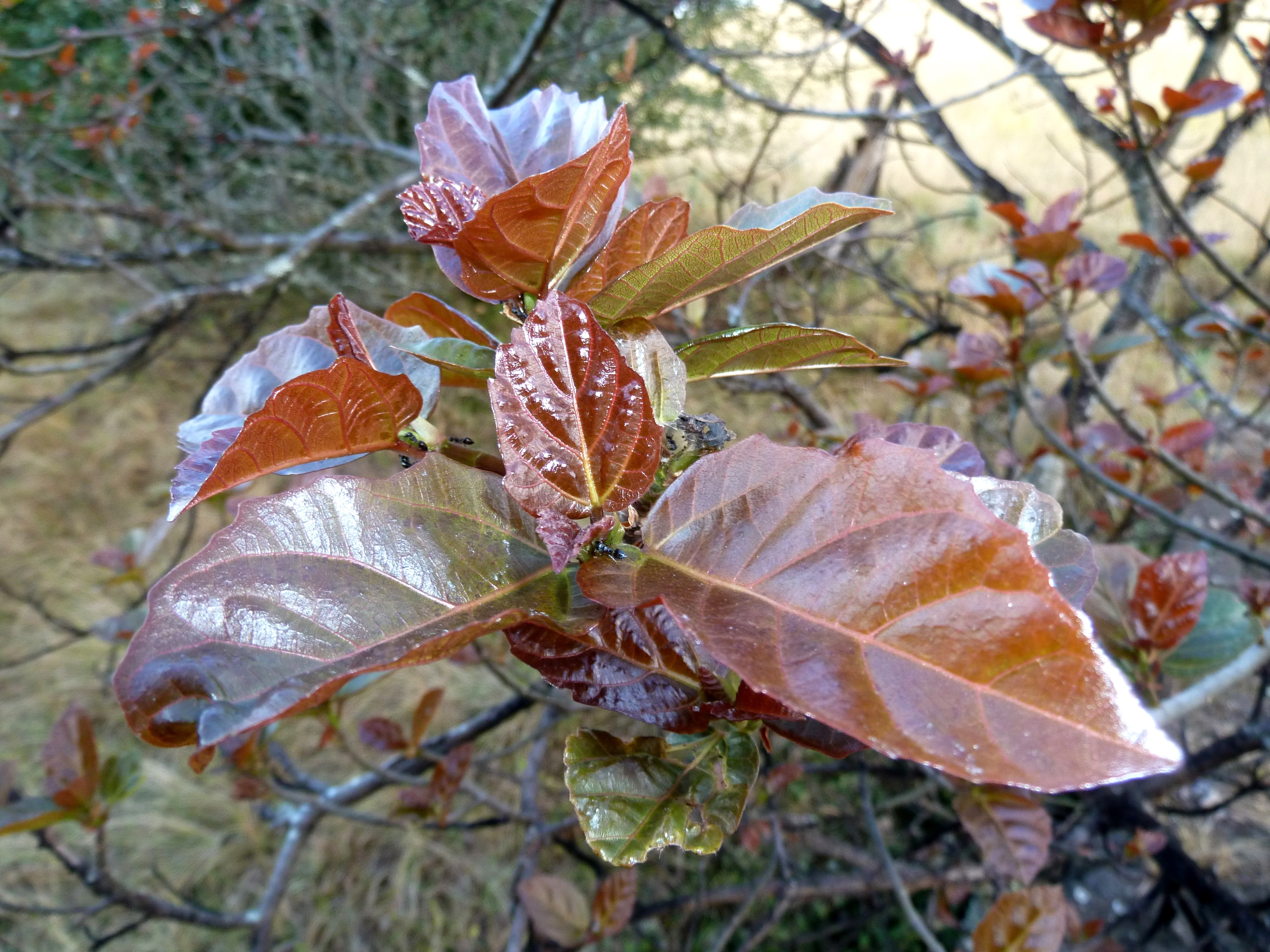
Hormigas argentinas (Linepithema humile) sobre hojas de Ficus sur.

## Distribución geográfica
Se encuentra en gran parte de la ecozona afrotropical. Está muy distribuido  en Cabo Verde, Mozambique, Santo Tomé y Príncipe, Guinea ecuatorial, Sudáfrica, Suazilandia, Botsuana y Yemen.

## Descripción
El Ficus sur es un angiosperma, que alcanza una altura de 25 a 40 metros; su tronco puede tener más de 1 m de diámetro. Se han encontrado especímenes creciendo en zonas a 2500 m s. n. m.
Aves, murciélagos y monos, se alimentan de sus frutos y  facilitan, de esta forma, la dispersión de las semillas.

## Usos
Las ramas jóvenes son empleadas con fines medicinales en algunas comunidades de África.

## Taxonomía
Ficus sur fue descrita por Peter Forsskål y publicado en Flora Aegyptiaco-Arabica 124: 180. 1775.
Etimología
Ficus: nombre genérico que se deriva del nombre dado en latín tanto al higo como a la higuera.
sur: epíteto que significa "del sur"
Sinonimia
- Ficus beniensis De Wild.
- Ficus brassii R.Br. ex Sabine
- Ficus capensis Thunb.
- Ficus capensis var. guineensis Hiern
- Ficus capensis var. trichoneura Warb.
- Ficus clethrophylla Hiern
- Ficus erubescens Warb.
- Ficus gongoensis De Wild.
- Ficus guineensis (Miq.) Stapf
- Ficus ituriensis De Wild.
- Ficus kondeensis Warb.
- Ficus lichtensteinii Link
- Ficus mallotocarpa Warb.
- Ficus munsae Warb.
- Ficus ostiolata De Wild.
- Ficus panifica Delile
- Ficus plateiocarpa Warb.
- Ficus riparia (Miq.) A.Rich.
- Ficus stellulata var. glabrescens Warb.
- Ficus thonningiana (Miq.) Miq.
- Ficus villosipes Warb.
- Sycomorus capensis Miq.
- Sycomorus guineensis Miq.
- Sycomorus panifica Miq.
- Sycomorus riparia Miq.
- Sycomorus thonningiana Miq.[6]